# バムラニビマブ・エテセビマブ
バムラニビマブ・エテセビマブ（英: bamlanivimab/etesevimab）は、バムラニビマブとエテセビマブの2種類のモノクローナル抗体の組み合わせであり、COVID-19の治療薬として併用し、静脈内に注入するものである。どちらのタイプの抗体も、SARS-CoV-2の表面スパイクタンパク質を標的としている。

## 構成物

### エテセビマブ
エテセビマブは、SARS-CoV-2の表面スパイクタンパク質に対するモノクローナル抗体である。
イーライリリーはJunshi Biosciencesからエテセビマブのライセンスを受けている。

### バムラニビマブ
バムラニビマブは、SARS-CoV-2のスパイクタンパク質に対するIgG1モノクローナル抗体（mAb）である。その目的は、ウイルスがヒト細胞に付着および侵入することを阻止し、ウイルスを中和し、COVID-19の予防と治療を促進することである。

## 臨床試験
バムラニビマブおよびエテセビマブの緊急使用許可（EUA）を裏付けるデータは、軽度から中等度のCOVID-19症状の、重度のCOVID-19に進行するリスクが高い、非入院患者1,035人を対象とした無作為化二重盲検プラセボ対照臨床試験に基づいている。これらの被験者のうち、518人はバムラニビマブ2,800ミリグラムとエテセビマブ2,800ミリグラムを一緒に単回投与し、517人はプラセボ（偽薬）を投与した。主要評価項目は、29日間の追跡調査期間中のCOVID-19関連の入院または原因を問わない死亡であった。入院または死亡の発生は、プラセボ投与群の36名（7%）に対し、バムラニビマブ2,800ミリグラムとエテセビマブ2,800ミリグラムの併用投与群は11名（2%）で、70%の減少が見られた。死亡した10名（2%）はすべてプラセボ群で発生した。このように、原因を問わない死亡は、プラセボ群に比べてバムラニビマブ2,800ミリグラムとエテセビマブ2,800ミリグラム群は有意に低かった。

## 承認
2021年2月9日、FDAは、SARS-CoV-2陽性で重症のCOVID-19に進行するリスクが高い、12歳以上の体重40 kg（88ポンド）以上の人を対象とした軽度から中等度のCOVID-19の治療のために、バムラニビマブとエテセビマブを併用する緊急使用許可（EUA）を発行した。承認には、65歳以上の人または特定の慢性疾患のある人の治療にも含まれている。バムラニビマブとエテセビマブの併用投与は、バムラニビマブの単独投与と比較して、治療中に耐性ウイルスが発生するリスクが低い結果が得られているが、どちらの治療法もEUAの下で使用可能であり、疾患進行のリスクが高い人々への利益をもたらすことが期待されている。2021年4月16日、FDAは、成人および一部の小児患者の軽度から中等度のCOVID-19の治療に、治験中のモノクローナル抗体療法であるバムラニビマブを単独投与することを認めていた緊急使用許可（EUA）を取り消した。
EUAは、イーライリリー・アンド・カンパニーに発行された。
2021年2月1日、欧州医薬品庁（EMA）の欧州医薬品委員会（CHMP）は、COVID-19の治療に対するモノクローナル抗体であるカシリビマブ/イムデビマブ、バムラニビマブ/エテセビマブ、およびバムラニビマブの使用に関するデータのローリングレビューを開始した。2021年3月、CHMPは、バムラニビマブとエテセビマブを、酸素補充を必要とせず、COVID-19疾患が重症化するリスクが高い人々の確証したCOVID-19治療に併用できると結論づけた。CHMPはまた、バムラニビマブの単剤使用についても検討し、単剤での治療効果には不確実性があるものの、治療の一つの選択肢として見なせると結論付けた。
2021年11月2日、「欧州内の需要が小さい」として、イーライリリー社はEUでの承認申請を取り下げた。